# Buddinni, Raichur
Buddinni là một làng thuộc tehsil Raichur, huyện Raichur, bang Karnataka, Ấn Độ.